# Faragó Ödön (színművész)
Faragó Ödön, született: Frank Ödön (Adony, 1876. július 21. – Budapest, 1958. július 28.) színész, rendező, színigazgató.

## Pályája

### Színész és rendező
A Fejér vármegyei Adonyban született, Frank Lipót és Ofner Anna (1856–1921) fiaként. Anyai nagyszülei Ofner Ádám és Treu Lujza voltak. Horváth Zoltán színiiskolájában végzett. Vidéki színházakban játszott, a kor neves színigazgatóinál – Rakodczay Pál és mások – kezdte pályáját. Nyíregyházán játszott először, majd Szeged (1897, 1903–05), Budapesten a Tarka Színpad (1901), a Magyar Színház (1902) és a Népopera (1913), valamint Debrecen (1901–02) voltak pályájának főbb állomásai. 1905-től Kassán színész és rendező, 1910-től Kolozsvárott főrendező volt, ahol magánszíniiskolát is vezetett. Faragóra döntő hatást gyakorolt a kolozsvári színházban töltött időszak. Kolozsvári működése alatt a Színészek Egyesületének ösztöndíjasaként rövid külföldi tanulmányútra utazott, melynek során Bécs, Salzburg, München, Nürnberg, Frankfurt, Köln, Berlin, Drezda és Prága színházi életével ismerkedett meg. 1912-ben Impresszióim című munkájában számolt be tanulmányútján, valamint vidéki működése alatt szerzett tapasztalatairól.

### Színigazgató

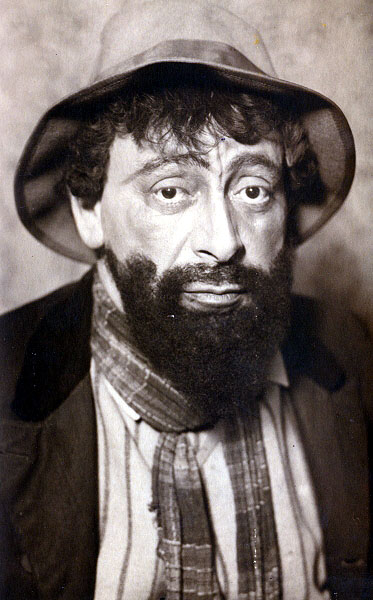
Faragó Ödön mint Svengáli Stephen Potter Trilby-jében Szegeden.

1913-ban Faragó elnyerte a Kassai Nemzeti Színház igazgatói posztjára kiírt pályázatot. Nagy tervekkel vágott neki kassai megbízatásának, az első világháború viszont keresztülvágta elképzeléseit, sőt 1919–20-ban a társulat sorsa is kérdéses volt, mivel a város az újonnan alakuló Csehszlovák Köztársaság része lett, az új hatalom pedig megnehezítette a magyar színházak működését – például alacsonyabb állami támogatásban részesültek, mint a szlovák nyelvű színházak és társulatok.
1917. január 25-én Budapesten, a Józsefvárosban feleségül vette a nála 21 évvel fiatalabb Biller Irén színésznőt, akitől 1925-ben elvált.
A szlovákiai magyar színházak 1920-as összevonásakor – egy színigazgatói poszt lett a kettő, a pozsonyi és a kassai helyett – Faragó megpályázta az összevont igazgatói posztot és azt el is nyerte. Ezt a funkcióját 1923-ig töltötte be, miután koncessziója lejárta előtt váratlanul pályázatot írtak ki az igazgatói helyre, melyet Földes Dezső nyert meg. 1924-ben Földes távozott az igazgatói székből, amelybe újra Faragó tért vissza. A posztot 1926 októberéig töltötte be, amikor lemondott hivataláról és Szegedre távozott. Szegeden viszont csak egy évig vezette (igazgatóként) a társulatot, 1927-től Budapesten az Andrássy úti Színház főrendezője lett, majd a főváros csaknem minden magánszínházában megfordult mint színész. 1945-től haláláig a Nemzeti Színház tagja volt.

### Művei
- 1912 – Impresszióim
- 1918 – A vidéki színészet újjáépítése
- 1933 – Irások és emlékek
- 1942 – Írásaim és emlékeim
- 1946 – A magyar színészet országútján
- A szlovenszkói és ruszinszkói magyar színészet 25 éves története. 1918 évtől a szovjet felszabadítási harcokig. Kézirat.